# 早花まこ
早花 まこ（さはな まこ、1月19日 - ）は、元宝塚歌劇団雪組娘役。
東京都大田区、田園調布雙葉高等学校出身。身長158cm。愛称は「きゃびい」。

## 来歴
2000年、宝塚音楽学校入学。
2002年、宝塚歌劇団に88期生として入団。入団時の成績は13番。星組公演「プラハの春／LUCKY STAR!」で初舞台。その後、雪組に配属。
2020年3月22日、「ONCE UPON A TIME IN AMERICA」東京公演千秋楽をもって、宝塚歌劇団を退団。
在団中より「歌劇」誌での連載を担当し、退団後は文筆家として活動。新潮社の本の総合情報サイトBookBangでの「ザ・ブックレビュー　宝塚の本箱」や「考える人」で連載。
2023年3月、初の著書「すみれの花、また咲く頃―タカラジェンヌのセカンドキャリア―」を出版。

## 宝塚歌劇団時代の主な舞台

### 初舞台
- 2002年4〜5月、星組『プラハの春』『LUCKY STAR!』（宝塚大劇場のみ）

### 雪組時代
- 2002年10月、『ホップ スコッチ －Hopscotch 石けり－』（バウ・東京特別公演）ビッキー・センター
- 2003年8月、『Romance de Paris』新人公演：ハイファ（本役：麻倉ももこ）／レ・コラージュ －音のアラベスク－』
- 2003年10月、樹里咲穂コンサート『JUBILEE-S』（新神戸オリエンタル・東京特別）
- 2004年1月、『送られなかった手紙』（バウ・日本青年館）ドーニャ
- 2004年8月、『あの日みた夢に -シカゴ・アンダーワールド・ブルース-』（シアタードラマシティ・東京特別）アニー
- 2005年3月、『睡（ねむ）れる月』（シアタードラマシティ・東京特別公演・福岡）菜摘
- 2005年6月、『霧のミラノ』新人公演：ジル（本役：山科愛）／『ワンダーランド』
- 2005年11月、『銀の狼』シモーヌ／『ワンダーランド』（全国ツアー）
- 2006年2月、『ベルサイユのばら -オスカル編-』オスカル（少女時代）、新人公演：バイオレット（本役：麻樹ゆめみ）
- 2006年7月、『ベルサイユのばら -オスカル編-』（全国ツアー）オスカル（少女時代）
- 2006年9月、『堕天使の涙』新人公演：シャルロット（本役：山科愛）／『タランテラ！』
- 2007年2月、『星影の人』玉葉／『Joyfull!!Ⅱ』（中日公演）
- 2007年5月、『エリザベート』女官、新人公演：リヒテンシュタイン（本役：美穂圭子）
- 2007年9月、『星影の人』玉葉／『Joyfull!! II』（全国ツアー）
- 2008年1月、『君を愛してる－Je t'aime－』クレザンテーム 新人公演：アンジェリック（本役：晴華みどり）／『ミロワール』
- 2008年5月、『凍てついた明日－ボニー&クライドとの邂逅（かいこう）－』（バウ）ブランチ・コールドウェル／ビリー・メイスン
- 2008年8月、『ソロモンの指輪』／『マリポーサの花』マリア、新人公演:グロリア（本役：愛原実花）
- 2008年12月、『カラマーゾフの兄弟』（シアタードラマシティ・東京特別公演）フェーニャ
- 2009年3月、『風の錦絵』／『ZORRO　仮面のメサイア』ニーニャ
- 2009年7月、『ロシアン・ブルー -魔女への鉄槌-』リュボフ・ネコタナ／『RIO DE BRAVO!!』
- 2009年11月、『情熱のバルセロナ』モニカ／『RIO DE BRAVO!!』（全国ツアー）
- 2010年2月、『ソルフェリーノの夜明け』メアリー／『Carnevale 睡夢』
- 2010年6月、『ロジェ』モニーク／『ロック・オン!』
- 2010年10月、『はじめて愛した』（ドラマシティ・東京特別）ジャンヌ
- 2011年4月、『ニジンスキー〜奇跡の舞神〜』（バウ・東京特別）ポーラ
- 2011年9月、『仮面の男』（ボーリング）淑女（敗者）[7]／『ROYAL STRAIGHT FLUSH!!』
- 2011年12月、『Samourai』（ドラマシティ・東京特別）ジャクリーヌ
- 2012年3月、『ドン・カルロス』メンドーサ公女／『Shining Rhythm!』
- 2012年7月、『フットルース』（博多座）ヴァイ・ムーア
- 2012年10月、『JIN-仁-』勝乃／『GOLD SPARK! -この一瞬を永遠に-』
- 2013年2月、『ブラック・ジャック　許されざる者への挽歌』（ドラマシティ・東京特別）五条ミナ
- 2013年4月、『ベルサイユのばら -フェルゼン編-』ロザリー
- 2013年8月、『若き日の唄は忘れじ』ふね／『ナルシス・ノアールII』（全国ツアー）
- 2013年10月、大劇場公演 第52回 『宝塚舞踊会』
- 2013年11月、『Shall we ダンス?』アニス／『CONGRATULATIONS 宝塚!!』
- 2014年3月、『ベルサイユのばら -オスカル編-』（全国ツアー）オルタンス
- 2014年6月、『一夢庵風流記 前田慶次』歌比丘尼／『My Dream TAKARAZUKA』
- 2014年10月、『パルムの僧院　-美しき愛の囚人-』（バウ）キキーナ
- 2015年1月、『ルパン三世 -王妃の首飾りを追え!-』ポリニャック伯爵夫人／『ファンシー・ガイ!』
- 2015年5月、『星影の人』染香／『ファンシー・ガイ!』（博多座）
- 2015年7月、『星逢一夜（ほしあいひとよ）』美和、あおさぎ（2役）／『La Esmeralda（ラ エスメラルダ）』
- 2015年11月、『哀しみのコルドバ』マルーカ／『La Esmeralda（ラ エスメラルダ）』（全国ツアー）
- 2016年2月、『るろうに剣心』井上武子、天神(2役)
- 2016年6月、『ドン・ジュアン』(KAAT神奈川芸術劇場・シアタードラマシティ)  パロマ
- 2016年10月、『私立探偵ケイレブ・ハント』コートニー／『Greatest HITS！』
- 2017年2月、『星逢一夜（ほしあいひとよ）』美和、あおさぎ（2役）／『Greatest HITS！』（中日公演）
- 2017年4月、『幕末太陽傳（ばくまつたいようでん）』芸者玉菊／『Dramatic “S”!』
- 2017年8月、『琥珀色の雨にぬれて』ソフィー／『“D”ramatic S！』（全国ツアー）
- 2017年10月、大劇場公演 第54回 『宝塚舞踊会』
- 2017年11月、『ひかりふる路〜革命家、マクシミリアン・ロベスピエール〜』クレール／『SUPER VOYAGER！－希望の海へ－』
- 2018年3月、『誠の群像－新選組流亡記－』お光／『SUPER VOYAGER！－希望の海へ－』（全国ツアー）
- 2018年6月、『凱旋門－エリッヒ・マリア・レマルクの小説による－／Gato Bonito!!～ガート・ボニート、美しい猫のような男～』ビンダー夫人
- 2018年11月、『ファントム』マダム・ドリーヌ
- 2019年2月～3月、『PR PRince』（バウホール）アリーチェ
- 2020年1〜3月、『ONCE UPON A TIME IN AMERICA（ワンス アポン ア タイム イン アメリカ）』 - 院長 退団公演[3]

## 宝塚歌劇団退団後の主な活動

### 舞台
- 朗読劇『手紙』
  - 2023年2月、（アルカイックホール）[8]
  - 2024年2月、（紀尾井小ホール）[9]

### 書籍
- すみれの花、また咲く頃 タカラジェンヌのセカンドキャリア（2023年、新潮社）[6]

### 連載
- 月刊『歌劇』誌「つぼ」（2021年5月-）

### WEB連載
- BookBang「ザ・ブックレビュー　宝塚の本箱」[10]
- 「考える人」「私、元タカラジェンヌです。」（連載終了）[11]

### ラジオ
- 早花まこのハリネズミラジオ（2021年3月-2023年、FM aiai）[12]